# Malpighiales
A Malpighiales a korszerű filogenetikus APG rendszer szerint a zárvatermő növények egy rendje, ami a valódi kétszikűek eurosids I csoportjába tartozik. Legalább 35 család mintegy 16 000 faja tartozik ide, azaz a zárvatermők kb. 6, a valódi kétszikűek kb. 7,8%-a. Igen változatos taxon, a növények rendbe tartozását csak a molekuláris filogenetika eszközeivel lehet felismerni; a rend nem is szerepel egyetlen, morfológián alapuló rendszertanban sem. Olyan, külsődlegesen nagyon eltérő növények tartoznak ide, mint a ibolyák, a fűzfák, a mangrovék, a mangosztán vagy a házi len.
Molekuláris órán alapuló számítások az ősi Malpighiales csoportok (stem group – „szárcsoport”) megjelenését kb. 100 millió évvel ezelőttre, a koronacsoport (crown group) eredetét kb. 90 millió évvel ezelőttre teszik.
A Malpighiales a rend szintje feletti COM klád tagja, ami a Celastrales, Oxalidales és Malpighiales rendekből áll. Az időnként rendként (Huales) kezelt Huaceae családot is a kládhoz sorolják.
Belső rendszertani viszonyai még nincsenek teljesen feltérképezve.
Az elterjedt Cronquist-rendszerben a mostani Malpighiales rendbe tartozó családok más rendekbe voltak csoportosítva, amik közül nem is mind tartozik a Rosids csoportba. A legfontosabbak a Polygalales, Violales, Theales, Linales és az Euphorbiales. Magát a malpighicserjefélék (Malpighiaceae) családját a Polygalales-be, az ITIS által mindmáig elismert rendbe helyezték.

## Változások az APG III-ban
Az APG III-rendszer által újonnan idehelyezett család: Calophyllaceae, Centroplacaceae.
A Peridiscaceae átkerült a Saxifragales rendbe, az addig incertae sedis Medusandra nemzetséggel kibővülve.
Az APG II-rendszer megengedte a Trigoniaceae, Dichapetalaceae, Chrysobalanaceae és Euphroniaceae családok összevonását a Chrysobalanaceae sensu lato családba, az APG III megtartotta a különálló családokat.
Összevonások: a vörösfafélék (Erythroxylaceae) családjába bekerült az APG II-rendszerben még incertae sedis Aneulophus nemzetség. A Malesherbiaceae és a Turneraceae a Passifloraceae családot bővítik, a Medusagynaceae és a Quiinaceae pedig az Ochnaceae családba került bele.

## Törzsfája
A 2009-es tudásunk szerint a Malpighiales leszármazási fája alapi helyzetében 16 klád feloldatlan politómiájából áll. Becslések szerint az elágazások pontos meghatározásához taxononként legalább 25 000 DNS-bázispár meghatározására volna szükség. A hasonlóan problémás helyzetben lévő Lamiales rend analizálására már történtek lépések. Az alább látható törzsfa  Wurdack és Davis 2009-es munkájából való. Minden ág statisztikai támogatása 100%-os (bootstrap és posterior valószínűség), az eltéréseket címke jelzi, a bootstrap és posterior valószínűségek adataival.
Xi et al. 2012-ben nagyobb számú gén kiértékelésével képes volt egy részletesebb, a családok fölötti szintre is kiterjedő leszármazási fát megalkotni. Ehhez 82 plasztidgént vettek figyelembe, melyeket 58 fajból vontak ki (kihagyták a problematikus, parazita Rafflesiaceae-t), a posteriori azonosított partíciók segítségével és egy Bayes-féle keverést alkalmazva. Xi és munkatársai 12 egyéb új klád mellett három nagyobb, alapi helyzetű kládot azonosítottak.
|  | Putranjivaceae  |
|  |                 |
|  | Lophopyxidaceae |
|  |                 |

|  | Elatinaceae   |
|  |               |
|  | Malpighiaceae |
|  |               |

|                     | Ctenolophonaceae                                                   |
|                     |                                                                    |
| Rhizophoraceae s.l. | \| \| Erythroxylaceae \| \| \| \| \| \| Rhizophoraceae \| \| \| \| |
|                     | \| \| Erythroxylaceae \| \| \| \| \| \| Rhizophoraceae \| \| \| \| |
|                     | Erythroxylaceae                                                    |
|                     |                                                                    |
|                     | Rhizophoraceae                                                     |
|                     |                                                                    |

|  | Erythroxylaceae |
|  |                 |
|  | Rhizophoraceae  |
|  |                 |

|  | Trigoniaceae    |
|  |                 |
|  | Dichapetalaceae |
|  |                 |

|  | Euphroniaceae    |
|  |                  |
|  | Chrysobalanaceae |
|  |                  |

|  | Trigoniaceae    |
|  |                 |
|  | Dichapetalaceae |
|  |                 |

|  | Euphroniaceae    |
|  |                  |
|  | Chrysobalanaceae |
|  |                  |

|  | Trigoniaceae    |
|  |                 |
|  | Dichapetalaceae |
|  |                 |

|  | Euphroniaceae    |
|  |                  |
|  | Chrysobalanaceae |
|  |                  |

|  | Trigoniaceae    |
|  |                 |
|  | Dichapetalaceae |
|  |                 |

|  | Euphroniaceae    |
|  |                  |
|  | Chrysobalanaceae |
|  |                  |

|  | Ochnaceae      |
|  |                |
|  | Medusagynaceae |
|  |                |
|  | Quiinaceae     |
|  |                |

|  | Bonnetiaceae |
|  |              |
|  | Clusiaceae   |
|  |              |

|  | Calophyllaceae                                                 |
|  |                                                                |
|  | \| \| Hypericaceae \| \| \| \| \| \| Podostemaceae \| \| \| \| |
|  |                                                                |
|  | Hypericaceae                                                   |
|  |                                                                |
|  | Podostemaceae                                                  |
|  |                                                                |

|  | Hypericaceae  |
|  |               |
|  | Podostemaceae |
|  |               |

|  | Bonnetiaceae |
|  |              |
|  | Clusiaceae   |
|  |              |

|  | Calophyllaceae                                                 |
|  |                                                                |
|  | \| \| Hypericaceae \| \| \| \| \| \| Podostemaceae \| \| \| \| |
|  |                                                                |
|  | Hypericaceae                                                   |
|  |                                                                |
|  | Podostemaceae                                                  |
|  |                                                                |

|  | Hypericaceae  |
|  |               |
|  | Podostemaceae |
|  |               |

|  | Picrodendraceae |
|  |                 |
|  | Phyllanthaceae  |
|  |                 |

|        | Peraceae                                                                             |
|        |                                                                                      |
| 90/90  | \| \| Rafflesiaceae \| \| \| \| \| 85/100 \| Euphorbiaceae \| \| \| Euphorbiaceae \| |
|        | \| \| Rafflesiaceae \| \| \| \| \| 85/100 \| Euphorbiaceae \| \| \| Euphorbiaceae \| |
|        | Rafflesiaceae                                                                        |
|        |                                                                                      |
| 85/100 | Euphorbiaceae                                                                        |
|        | Euphorbiaceae                                                                        |

|        | Rafflesiaceae |
|        |               |
| 85/100 | Euphorbiaceae |
|        | Euphorbiaceae |

|  | Malesherbiaceae                                                |
|  |                                                                |
|  | \| \| Turneraceae \| \| \| \| \| \| Passifloraceae \| \| \| \| |
|  |                                                                |
|  | Turneraceae                                                    |
|  |                                                                |
|  | Passifloraceae                                                 |
|  |                                                                |

|  | Turneraceae    |
|  |                |
|  | Passifloraceae |
|  |                |

|  | Malesherbiaceae                                                |
|  |                                                                |
|  | \| \| Turneraceae \| \| \| \| \| \| Passifloraceae \| \| \| \| |
|  |                                                                |
|  | Turneraceae                                                    |
|  |                                                                |
|  | Passifloraceae                                                 |
|  |                                                                |

|  | Turneraceae    |
|  |                |
|  | Passifloraceae |
|  |                |

|  | Samydaceae                                                      |
|  |                                                                 |
|  | \| \| Scyphostegiaceae \| \| \| \| \| \| Salicaceae \| \| \| \| |
|  |                                                                 |
|  | Scyphostegiaceae                                                |
|  |                                                                 |
|  | Salicaceae                                                      |
|  |                                                                 |

|  | Scyphostegiaceae |
|  |                  |
|  | Salicaceae       |
|  |                  |

|  | Samydaceae                                                      |
|  |                                                                 |
|  | \| \| Scyphostegiaceae \| \| \| \| \| \| Salicaceae \| \| \| \| |
|  |                                                                 |
|  | Scyphostegiaceae                                                |
|  |                                                                 |
|  | Salicaceae                                                      |
|  |                                                                 |

|  | Scyphostegiaceae |
|  |                  |
|  | Salicaceae       |
|  |                  |

|  | Malesherbiaceae                                                |
|  |                                                                |
|  | \| \| Turneraceae \| \| \| \| \| \| Passifloraceae \| \| \| \| |
|  |                                                                |
|  | Turneraceae                                                    |
|  |                                                                |
|  | Passifloraceae                                                 |
|  |                                                                |

|  | Turneraceae    |
|  |                |
|  | Passifloraceae |
|  |                |

|  | Malesherbiaceae                                                |
|  |                                                                |
|  | \| \| Turneraceae \| \| \| \| \| \| Passifloraceae \| \| \| \| |
|  |                                                                |
|  | Turneraceae                                                    |
|  |                                                                |
|  | Passifloraceae                                                 |
|  |                                                                |

|  | Turneraceae    |
|  |                |
|  | Passifloraceae |
|  |                |

|  | Samydaceae                                                      |
|  |                                                                 |
|  | \| \| Scyphostegiaceae \| \| \| \| \| \| Salicaceae \| \| \| \| |
|  |                                                                 |
|  | Scyphostegiaceae                                                |
|  |                                                                 |
|  | Salicaceae                                                      |
|  |                                                                 |

|  | Scyphostegiaceae |
|  |                  |
|  | Salicaceae       |
|  |                  |

|  | Samydaceae                                                      |
|  |                                                                 |
|  | \| \| Scyphostegiaceae \| \| \| \| \| \| Salicaceae \| \| \| \| |
|  |                                                                 |
|  | Scyphostegiaceae                                                |
|  |                                                                 |
|  | Salicaceae                                                      |
|  |                                                                 |

|  | Scyphostegiaceae |
|  |                  |
|  | Salicaceae       |
|  |                  |

|  | Malesherbiaceae                                                |
|  |                                                                |
|  | \| \| Turneraceae \| \| \| \| \| \| Passifloraceae \| \| \| \| |
|  |                                                                |
|  | Turneraceae                                                    |
|  |                                                                |
|  | Passifloraceae                                                 |
|  |                                                                |

|  | Turneraceae    |
|  |                |
|  | Passifloraceae |
|  |                |

|  | Malesherbiaceae                                                |
|  |                                                                |
|  | \| \| Turneraceae \| \| \| \| \| \| Passifloraceae \| \| \| \| |
|  |                                                                |
|  | Turneraceae                                                    |
|  |                                                                |
|  | Passifloraceae                                                 |
|  |                                                                |

|  | Turneraceae    |
|  |                |
|  | Passifloraceae |
|  |                |

|  | Samydaceae                                                      |
|  |                                                                 |
|  | \| \| Scyphostegiaceae \| \| \| \| \| \| Salicaceae \| \| \| \| |
|  |                                                                 |
|  | Scyphostegiaceae                                                |
|  |                                                                 |
|  | Salicaceae                                                      |
|  |                                                                 |

|  | Scyphostegiaceae |
|  |                  |
|  | Salicaceae       |
|  |                  |

|  | Samydaceae                                                      |
|  |                                                                 |
|  | \| \| Scyphostegiaceae \| \| \| \| \| \| Salicaceae \| \| \| \| |
|  |                                                                 |
|  | Scyphostegiaceae                                                |
|  |                                                                 |
|  | Salicaceae                                                      |
|  |                                                                 |

|  | Scyphostegiaceae |
|  |                  |
|  | Salicaceae       |
|  |                  |

|  | Malesherbiaceae                                                |
|  |                                                                |
|  | \| \| Turneraceae \| \| \| \| \| \| Passifloraceae \| \| \| \| |
|  |                                                                |
|  | Turneraceae                                                    |
|  |                                                                |
|  | Passifloraceae                                                 |
|  |                                                                |

|  | Turneraceae    |
|  |                |
|  | Passifloraceae |
|  |                |

|  | Malesherbiaceae                                                |
|  |                                                                |
|  | \| \| Turneraceae \| \| \| \| \| \| Passifloraceae \| \| \| \| |
|  |                                                                |
|  | Turneraceae                                                    |
|  |                                                                |
|  | Passifloraceae                                                 |
|  |                                                                |

|  | Turneraceae    |
|  |                |
|  | Passifloraceae |
|  |                |

|  | Samydaceae                                                      |
|  |                                                                 |
|  | \| \| Scyphostegiaceae \| \| \| \| \| \| Salicaceae \| \| \| \| |
|  |                                                                 |
|  | Scyphostegiaceae                                                |
|  |                                                                 |
|  | Salicaceae                                                      |
|  |                                                                 |

|  | Scyphostegiaceae |
|  |                  |
|  | Salicaceae       |
|  |                  |

|  | Samydaceae                                                      |
|  |                                                                 |
|  | \| \| Scyphostegiaceae \| \| \| \| \| \| Salicaceae \| \| \| \| |
|  |                                                                 |
|  | Scyphostegiaceae                                                |
|  |                                                                 |
|  | Salicaceae                                                      |
|  |                                                                 |

|  | Scyphostegiaceae |
|  |                  |
|  | Salicaceae       |
|  |                  |

|  | Putranjivaceae  |
|  |                 |
|  | Lophopyxidaceae |
|  |                 |

|  | Elatinaceae   |
|  |               |
|  | Malpighiaceae |
|  |               |

|                     | Ctenolophonaceae                                                   |
|                     |                                                                    |
| Rhizophoraceae s.l. | \| \| Erythroxylaceae \| \| \| \| \| \| Rhizophoraceae \| \| \| \| |
|                     | \| \| Erythroxylaceae \| \| \| \| \| \| Rhizophoraceae \| \| \| \| |
|                     | Erythroxylaceae                                                    |
|                     |                                                                    |
|                     | Rhizophoraceae                                                     |
|                     |                                                                    |

|  | Erythroxylaceae |
|  |                 |
|  | Rhizophoraceae  |
|  |                 |

|  | Trigoniaceae    |
|  |                 |
|  | Dichapetalaceae |
|  |                 |

|  | Euphroniaceae    |
|  |                  |
|  | Chrysobalanaceae |
|  |                  |

|  | Trigoniaceae    |
|  |                 |
|  | Dichapetalaceae |
|  |                 |

|  | Euphroniaceae    |
|  |                  |
|  | Chrysobalanaceae |
|  |                  |

|  | Trigoniaceae    |
|  |                 |
|  | Dichapetalaceae |
|  |                 |

|  | Euphroniaceae    |
|  |                  |
|  | Chrysobalanaceae |
|  |                  |

|  | Trigoniaceae    |
|  |                 |
|  | Dichapetalaceae |
|  |                 |

|  | Euphroniaceae    |
|  |                  |
|  | Chrysobalanaceae |
|  |                  |

|  | Ochnaceae      |
|  |                |
|  | Medusagynaceae |
|  |                |
|  | Quiinaceae     |
|  |                |

|  | Bonnetiaceae |
|  |              |
|  | Clusiaceae   |
|  |              |

|  | Calophyllaceae                                                 |
|  |                                                                |
|  | \| \| Hypericaceae \| \| \| \| \| \| Podostemaceae \| \| \| \| |
|  |                                                                |
|  | Hypericaceae                                                   |
|  |                                                                |
|  | Podostemaceae                                                  |
|  |                                                                |

|  | Hypericaceae  |
|  |               |
|  | Podostemaceae |
|  |               |

|  | Bonnetiaceae |
|  |              |
|  | Clusiaceae   |
|  |              |

|  | Calophyllaceae                                                 |
|  |                                                                |
|  | \| \| Hypericaceae \| \| \| \| \| \| Podostemaceae \| \| \| \| |
|  |                                                                |
|  | Hypericaceae                                                   |
|  |                                                                |
|  | Podostemaceae                                                  |
|  |                                                                |

|  | Hypericaceae  |
|  |               |
|  | Podostemaceae |
|  |               |

|  | Picrodendraceae |
|  |                 |
|  | Phyllanthaceae  |
|  |                 |

|        | Peraceae                                                                             |
|        |                                                                                      |
| 90/90  | \| \| Rafflesiaceae \| \| \| \| \| 85/100 \| Euphorbiaceae \| \| \| Euphorbiaceae \| |
|        | \| \| Rafflesiaceae \| \| \| \| \| 85/100 \| Euphorbiaceae \| \| \| Euphorbiaceae \| |
|        | Rafflesiaceae                                                                        |
|        |                                                                                      |
| 85/100 | Euphorbiaceae                                                                        |
|        | Euphorbiaceae                                                                        |

|        | Rafflesiaceae |
|        |               |
| 85/100 | Euphorbiaceae |
|        | Euphorbiaceae |

|  | Malesherbiaceae                                                |
|  |                                                                |
|  | \| \| Turneraceae \| \| \| \| \| \| Passifloraceae \| \| \| \| |
|  |                                                                |
|  | Turneraceae                                                    |
|  |                                                                |
|  | Passifloraceae                                                 |
|  |                                                                |

|  | Turneraceae    |
|  |                |
|  | Passifloraceae |
|  |                |

|  | Malesherbiaceae                                                |
|  |                                                                |
|  | \| \| Turneraceae \| \| \| \| \| \| Passifloraceae \| \| \| \| |
|  |                                                                |
|  | Turneraceae                                                    |
|  |                                                                |
|  | Passifloraceae                                                 |
|  |                                                                |

|  | Turneraceae    |
|  |                |
|  | Passifloraceae |
|  |                |

|  | Samydaceae                                                      |
|  |                                                                 |
|  | \| \| Scyphostegiaceae \| \| \| \| \| \| Salicaceae \| \| \| \| |
|  |                                                                 |
|  | Scyphostegiaceae                                                |
|  |                                                                 |
|  | Salicaceae                                                      |
|  |                                                                 |

|  | Scyphostegiaceae |
|  |                  |
|  | Salicaceae       |
|  |                  |

|  | Samydaceae                                                      |
|  |                                                                 |
|  | \| \| Scyphostegiaceae \| \| \| \| \| \| Salicaceae \| \| \| \| |
|  |                                                                 |
|  | Scyphostegiaceae                                                |
|  |                                                                 |
|  | Salicaceae                                                      |
|  |                                                                 |

|  | Scyphostegiaceae |
|  |                  |
|  | Salicaceae       |
|  |                  |

|  | Malesherbiaceae                                                |
|  |                                                                |
|  | \| \| Turneraceae \| \| \| \| \| \| Passifloraceae \| \| \| \| |
|  |                                                                |
|  | Turneraceae                                                    |
|  |                                                                |
|  | Passifloraceae                                                 |
|  |                                                                |

|  | Turneraceae    |
|  |                |
|  | Passifloraceae |
|  |                |

|  | Malesherbiaceae                                                |
|  |                                                                |
|  | \| \| Turneraceae \| \| \| \| \| \| Passifloraceae \| \| \| \| |
|  |                                                                |
|  | Turneraceae                                                    |
|  |                                                                |
|  | Passifloraceae                                                 |
|  |                                                                |

|  | Turneraceae    |
|  |                |
|  | Passifloraceae |
|  |                |

|  | Samydaceae                                                      |
|  |                                                                 |
|  | \| \| Scyphostegiaceae \| \| \| \| \| \| Salicaceae \| \| \| \| |
|  |                                                                 |
|  | Scyphostegiaceae                                                |
|  |                                                                 |
|  | Salicaceae                                                      |
|  |                                                                 |

|  | Scyphostegiaceae |
|  |                  |
|  | Salicaceae       |
|  |                  |

|  | Samydaceae                                                      |
|  |                                                                 |
|  | \| \| Scyphostegiaceae \| \| \| \| \| \| Salicaceae \| \| \| \| |
|  |                                                                 |
|  | Scyphostegiaceae                                                |
|  |                                                                 |
|  | Salicaceae                                                      |
|  |                                                                 |

|  | Scyphostegiaceae |
|  |                  |
|  | Salicaceae       |
|  |                  |

|  | Malesherbiaceae                                                |
|  |                                                                |
|  | \| \| Turneraceae \| \| \| \| \| \| Passifloraceae \| \| \| \| |
|  |                                                                |
|  | Turneraceae                                                    |
|  |                                                                |
|  | Passifloraceae                                                 |
|  |                                                                |

|  | Turneraceae    |
|  |                |
|  | Passifloraceae |
|  |                |

|  | Malesherbiaceae                                                |
|  |                                                                |
|  | \| \| Turneraceae \| \| \| \| \| \| Passifloraceae \| \| \| \| |
|  |                                                                |
|  | Turneraceae                                                    |
|  |                                                                |
|  | Passifloraceae                                                 |
|  |                                                                |

|  | Turneraceae    |
|  |                |
|  | Passifloraceae |
|  |                |

|  | Samydaceae                                                      |
|  |                                                                 |
|  | \| \| Scyphostegiaceae \| \| \| \| \| \| Salicaceae \| \| \| \| |
|  |                                                                 |
|  | Scyphostegiaceae                                                |
|  |                                                                 |
|  | Salicaceae                                                      |
|  |                                                                 |

|  | Scyphostegiaceae |
|  |                  |
|  | Salicaceae       |
|  |                  |

|  | Samydaceae                                                      |
|  |                                                                 |
|  | \| \| Scyphostegiaceae \| \| \| \| \| \| Salicaceae \| \| \| \| |
|  |                                                                 |
|  | Scyphostegiaceae                                                |
|  |                                                                 |
|  | Salicaceae                                                      |
|  |                                                                 |

|  | Scyphostegiaceae |
|  |                  |
|  | Salicaceae       |
|  |                  |

|  | Malesherbiaceae                                                |
|  |                                                                |
|  | \| \| Turneraceae \| \| \| \| \| \| Passifloraceae \| \| \| \| |
|  |                                                                |
|  | Turneraceae                                                    |
|  |                                                                |
|  | Passifloraceae                                                 |
|  |                                                                |

|  | Turneraceae    |
|  |                |
|  | Passifloraceae |
|  |                |

|  | Malesherbiaceae                                                |
|  |                                                                |
|  | \| \| Turneraceae \| \| \| \| \| \| Passifloraceae \| \| \| \| |
|  |                                                                |
|  | Turneraceae                                                    |
|  |                                                                |
|  | Passifloraceae                                                 |
|  |                                                                |

|  | Turneraceae    |
|  |                |
|  | Passifloraceae |
|  |                |

|  | Samydaceae                                                      |
|  |                                                                 |
|  | \| \| Scyphostegiaceae \| \| \| \| \| \| Salicaceae \| \| \| \| |
|  |                                                                 |
|  | Scyphostegiaceae                                                |
|  |                                                                 |
|  | Salicaceae                                                      |
|  |                                                                 |

|  | Scyphostegiaceae |
|  |                  |
|  | Salicaceae       |
|  |                  |

|  | Samydaceae                                                      |
|  |                                                                 |
|  | \| \| Scyphostegiaceae \| \| \| \| \| \| Salicaceae \| \| \| \| |
|  |                                                                 |
|  | Scyphostegiaceae                                                |
|  |                                                                 |
|  | Salicaceae                                                      |
|  |                                                                 |

|  | Scyphostegiaceae |
|  |                  |
|  | Salicaceae       |
|  |                  |